# Фахрудин Радончич
Фахрудин Радончич (босн. Fahrudin Radončić; нар. 24 травня 1957, Беране, Чорногорія) — боснійський бізнесмен і політик. Власник газети Dnevni avaz і голова Союзу за краще майбутнє Боснії і Герцеговини, він також працював міністром безпеки Боснії і Герцеговини між 2012 і 2014 рр. На загальних виборах у Боснії і Герцеговині у 2014 був кандидатом у члени Президії країни від босняків.